# Друга кельтіберська війна
Друга кельтіберська війна (154—151 рр. до н. е.) — друге велике повстання племен кельтіберів проти Римської республіки в провінції Близька Іспанія.

## Передумови
Після перемоги в Другій пунічній війні, Рим анексував території Карфагену в Іспанії, розділивши їх на дві провінції — Близька Іспанія і Дальня Іспанія. Цей регіон виявився проблемним для республіки, адже в ньому проживали войовничі й непокірні племена кельтіберів, які негативно сприймали присутність римлян в Іспанії.
Додатковою складністю для римлян було те, що ландшафт Іберії не створював умов для обороноздатності провінції Близька Іспанія, і захищати її від нападів кельтіберів було важко.
Повстання кельтіберів відбувалися регулярно. У 198—195 рр. до н. е.Марк Порцій Катон Старший придушив перше відоме повстання місцевих племен. У 181—179 рр. до н. е. відбулася Перша Кельтіберська війна. Повстання було придушене Тиберієм Семпронієм Гракхом. Перебуваючи на посаді пропретора Близької Іспанії, Гракх уклав з місцевими племенами договір, за яким вони не могли будувати нові міста, повинні були сплачувати податок в 5 відсотків і брати участь у війнах Риму. При цьому частина племен на деякий час звільнювалася від податку. За повідомленням Аппіана, договір вважався римлянами успішним і на деякий час заспокоїв племена кельтіберів. 
| «Такої угоди в наступних війнах багато хто неодноразово та дуже домагався. За це і в Іберії, й у Римі Грахк став широко відомим та блискуче справив власний Тріумф».[3] |
Приводом для нового великого повстання став конфлікт Риму із плем'ям беллів, які почали укріплювати своє місто Сегеда. Римський сенат розцінив це як порушення умов договору з Гракхом, за яким не можна було будувати нові міста. Очевидно, сенат мав на увазі і заборону на розширення і укріплення вже існуючих поселень. Белли відмовилися від вимог сенату і запросили допомоги у сусіднього племені ареваків.

## Хід війни

### Кампанії Квінта Фабія Нобіліора і Марка Клавдія Марцелла
Проти беллів Рим відправив 30-тисячне військо на чолі з Квінтом Фабієм Нобіліором. Белли обрали полководця на ім'я Кар, який із 20 тисячами піхоти і  500 вершників влаштував римлянам засідку. Нобіліор зазнав поразки і втратив близько 6 тисяч солдат. Кар намагався переслідувати римську армію, але зіштовхнувся з вершниками, що охороняли римський обоз і загинув у битві.
Отримавши підкріплення від нумідійського царя Масинісси, Нобіліор пішов у наступ на столицю ареваків Нуманцію. Під час битви з військом ареваків, на чолі з вождями Амбоном і Левконом, римські слони сказилися і послабили ряди власної армії. Ареваки скористались цим і розбили армію Нобіліора. Римляни втратили близько 4 тисяч людей, ареваки — близько 2 тисяч.
Нобіліор здійснив невдалі спроби заволодіти провіантом повстанців і отримати підкріплення від союзних племен, після чого решта племен кельтіберів почали переходити на бік повстанців. Римляни також втратили місто Хокіліс, де зберігалося їхнє продовольство. Нобіліор відійшов на зимові квартири, де поніс втрати через нестачу фуражу.
Наступного року намісником Ближньої Іспанії став Клавдій Марцелл. Він привів з собою 8 тисяч піхоти і 500 вершників. Він зайняв місто Хокіліс і не став карати його жителів. Після цього плем'я нергобригів також висловило бажання замиритися з Римом. Марцелл зосередився на закінченні війни дипломатичним шляхом. Ареваки, белли і тифтії висловили бажання укласти мир і відправили послів до Риму. Полібій пише, що белли і тифтії на момент прибуття посольства вже займали сторону Риму, проте ареваки вважалися ворожою стороною. Тому беллів і тифтіїв впустили до міста, як союзників, а ареваків залишили чекати біля Тибру. Спочатку вислухали послів від союзних племен. Ті доповіли, що ареваки не складуть зброю і, якщо римляни не хочуть придушувати нове повстання, потрібно жорстоко покарати їх. Посли від ареваків, в свою чергу, висловили бажання укласти мир за умовою відновлення договору Гракха. Сенат відповів, що право остаточно вирішувати долю повсталих племен залишиться за Марцеллом. При цьому, за словами Полібія, насправді вони не довіряли Марцеллу, вважаючи, що він боїться продовжувати війну, тому призначили намісником Ближньої Іспанії Луккула, нібито сподіваючись, що він продовжить війну. Кельтібери погодились на мир на попередніх умовах Гракха, віддали Марцеллу данину і заручників. Таким чином, повстання було завершено.

### Незаконні бойові дії Луккула
В 151 році до н. е. Новим намісником Ближньої Іспанії став Луцій Ліциній Лукулл. За переказом Аппіана, він хотів прославитися за рахунок успішної війни та пограбувати місцеве населення, тому шукав конфлікту з місцевими племенами. Луккул звинуватив ваккеїв у агресії по відношенню до карпетанів і напав на них без схвалення сенату. Ваккеї запросили мир і виконали вимоги Луккула, але той все одно спалив їхнє місто одразу після укладення договору. Це спричинило обурення сусідніх племен.
Луккул взяв в облогу місто Інтеркатії, де знаходилась 20-тисячна армія, і запропонував місцевим жителям укласти такий самий мирний договір, як і з ваккеями, але вони відмовились. Зрештою, завдяки участі в переговорах легата Сципіона Еміліана, містян вдалося вмовити скласти зброю.
Після цього Луккул взяв в облогу місто Палантія, сподіваючись отримати золото, яким володіли місцеві. Оточення Луккула намагалося відмовити його від подальшого походу. Через проблеми з фуражем римське військо вимушено було відступити. На цьому закінчилися бойові дії Другої Кельтіберської війни. За ведення незаконної війни Луккул покараний не був.

## Наслідки
Друга Кельтіберська війна не вирішила остаточно суперечок між Римом та кельтіберськими племенами і не зупинила їхні повстання. Паралельно в часі йшла ще менш вдала для римлян Лузітанська війна, яка надихне кельтіберів на нове повстання й призведе до Нумантинської війни.
Ця війна і способи її ведення, а також незаконний напад Луккула на ваккеїв є одними із перших проявів слабкості сенату, його нездатності в повній мірі контролювати державу, що стало передвісником майбутньої кризи в Республіці.